# 농암리 다락골 고분군
농암리 다락골 고분군은 대한민국 충청남도 청양군 화성면 농암리에 있다. 2018년 1월 12일 청양군의 향토유적 제15호로 지정되었다.

## 개요
조선말 천주교 병인박해 때 홍주감옥에서 순교한 이 곳 출신 신자들의 무덤으로 1,2,3줄무덤이 있다.

## 같이 보기
- 병인박해